# Wukehudong
Wukehudong (kinesiska: 乌克忽洞, 乌克忽洞乡) är en socken i Kina. Den ligger i den autonoma regionen Inre Mongoliet, i den norra delen av landet, omkring 120 kilometer nordväst om regionhuvudstaden Hohhot.
Genomsnittlig årsnederbörd är 478 millimeter. Den regnigaste månaden är juli, med i genomsnitt 124 mm nederbörd, och den torraste är januari, med 3 mm nederbörd.